# La principessa nuda
La principessa nuda è un film del 1976, diretto da Cesare Canevari.

## Trama
La principessa Miriam, ex studentessa della facoltà di legge ed ex fotomodella, assunta la carica di ministro degli esteri del proprio Paese, la Taslamia, viene inviata dal dittatore Kaboto in Italia, e precisamente a Milano, per trattare, con un gruppo di industriali, un affare nel campo delle costruzioni. 
Durante il soggiorno nel capoluogo meneghino incontra la misteriosa Gladys, un'americana che cerca di introdurre Miriam negli ambienti bene della città mettendola a suo agio ma che è anche autrice di un doppio gioco, e il giornalista Marco che, insieme a un collega, architetta un tranello per ricavare materiale per un articolo scandalistico sulla ministra ospite.
La sensualità di Miriam risveglia i sensi di entrambi e quando Marco, grazie alla complicità di Gladys, riesce ad avere le prove per il suo articolo (un rullino fotografico che riprende Miriam nel bel mezzo di un'orgia), la principessa si concede a lui in una toilette dell'aeroporto di Linate. Così Marco fa cadere a terra il rullino, rinunciando al suo scoop.